# Buddhova ruka
Buddhova ruka (Citrus medica var. sarcodactylis) je odrůda citrusů z čeledi routovitých (Rutaceae), který má tvar lidské ruky.

## Využití

### Okrasná dřevina
Buddhova ruka je vysazována jako okrasná dřevina v zahradách či je v květináčích umisťována na terasy.

### Vůně
Buddhova ruka je velmi aromatická a zvláště v Číně, Malajsii a Japonsku je využívána k provonění pokojů či oblečení.

### Náboženství
Buddhova ruka je v buddhistických chrámech uctívána jako oběť. Podle tradice Buddha preferuje pokud jsou prsty sevřeny, protože prý symbolizují buddhovo modlení. V Číně je považována za symbol štěstí a dlouhověkosti. Jedná se též o tradiční novoroční dárek.

### Kulinářství
Na rozdíl od jiných citrusů buddhova ruka neobsahuje dužninu ani šťávu. A přesto, že je ceněna především pro svoji vůni a neobvyklý tvar, má využití i v kuchyni. Používána je například v dezertech, pikantních jídlech a alkoholických nápojích. Servírována je například s vodkou. Také je kandována.

### Tradiční medicína
Sušené plátky nezralých plodů jsou v tradiční medicíně využívány jako povzbuzující lék.